# Colégio Planalto
O Colégio Planalto é uma escola privada de Lisboa.
Foi criado em 1978 por um grupo de pais que pretendia dar aos seus filhos uma formação integral baseada em princípios sólidos, sob inspiração de São Josemaría Escrivá de Balaguer, 3º Marquês de Peralta.
O colégio destaca-se por um Projeto Educativo que se baseia na educação personalizada (idealizada e promovida pelo pedagogo e professor catedrático da Universidade Complutense de Madrid, Victor Garcia Hoz), na educação diferenciada e na educação integral. O colégio ministra todos os graus de ensino, dos 4 meses ao ensino secundário, que é lecionado o Diploma Programme, da IBO.
Embora aceitando alunos de diversos credos, o projeto educativo do Colégio Planalto foi pensado para que os pais tomassem parte ativa na formação escolar dos seus filhos, garantindo que esta não fosse alheia aos valores cristãos. Assim, a nomeação dos capelães e professores de Religião cabe à Prelatura da Santa Cruz e Opus Dei, visto que a espiritualidade desta instituição católica esteve sempre presente na iniciativa dos pais promotores.
Os pais são sócios da cooperativa Fomento, que detém o alvará de quatro colégios:
- Colégio Planalto (escola de rapazes, em Lisboa);
- Colégio Mira Rio (escola de raparigas, em Lisboa);
- Colégio Cedros (escola de rapazes, Porto);
- Colégio Horizonte (escola de raparigas; Porto).

O colégio esteve entre as dez escolas mais bem avaliadas nos exames nacionais de 2009.